# Puzava pirika
Puzava pirika (pirika, pasja pšenica, obična pirika, pirevina, troskot, lat. Elymus repens), korisna, jestiva i ljekovita jednosupnica iz porodice trava, od strane poljoprivrednika tretirana kao korov. Puzava pirika ne pripada rodu pirika (Agropyron), nego u rod ječmika (Elymus).
Rasprostranjena je po većem dijelu Europe, Azije i sjeverne Afrike, od nizina do planinskih pojasa. Obično raste po livadama, pašnjacima, uz putove i živice, te po oranicama i vrtovima, zbog čega se tretira kao korov.

## Opis
Puzava pirika, obično nazivana, jednostavno pirika, ima jestiv, veoma dug puzajući korijen (podanak), u dubinu do 20 cm., kojega na jednom hektaru može biti i 5 000 kilometara, zbog čega ju je veoma teško iskorijeniti. Vlati su uspravne i čvrste, a mogu narasti do 150cm visine.
- E. repens
- E. repens
- E. repens
- E. repens
- Podanak s korjenčićima

## Ljekovitost
Podanak ima ugodan miris i slatkast okus, a pun je hranjivih tvari, masti, vitamina i bjelančevina. bere se u ranu jesen ili rano proljeće, suši se i pripremi u obliku čaja, ali se može i pržiti te koristiti kao nadomjestak za kavu, i mljeti u brašno.Zanimljivo je da navodno sadrži i dosta  vitamina  B 12.
Travari ju koriste za liječenje raznih bolesti -  cistitisa, uretritisa, prostatitisa, gihta, reumatskih oboljenja, te protiv pijeska i kamenca.

## Sinonimi
- Agropyron junceum var. repens (L.) T.Marsson
- Agropyron repens (L.) P.Beauv.
- Braconotia officinarum Godr., nom. superfl.
- Elytrigia repens (L.) Nevski
- Frumentum repens (L.) E.H.L.Krause
- Triticum infestum Salisb., nom. superfl.
- Triticum repens L.
- Zeia repens (L.) Lunell

## Podvrste
- Elymus repens subsp. arenosus (Spenn.) Melderis
- Elymus repens subsp. atlantis (Maire) Ibn Tattou
- Elymus repens subsp. calcareus (Cernjavski) Melderis
- Elymus repens subsp. elongatiformis (Drobow) Melderis
- Elymus repens subsp. repens